# Trachelas sinensis
Trachelas sinensis là một loài nhện trong họ Trachelidae.
Loài này thuộc chi Trachelas. Trachelas sinensis được miêu tả năm 1995 bởi Jun Chen, Peng & Zhao.